# 库尔塞勒弗雷穆瓦
库尔塞勒弗雷穆瓦（法語：Courcelles-Frémoy，法語發音：[kuʁsɛl fʁemwa]）是法国科多尔省的一个市镇，位于该省西部，属于蒙巴尔区。

## 地理
库尔塞勒弗雷穆瓦（47°27'1"N, 4°10'23"E）面积11.47 平方千米，位于法国勃艮第-弗朗什-孔泰大區科多尔省，该省份为法国中东部省份，北起奥布省，西接涅夫勒省和约讷省，南至索恩-卢瓦尔省，东南接汝拉省，东临上索恩省，东北部与上马恩省接壤。
与库尔塞勒弗雷穆瓦接壤的市镇（或旧市镇、城区）包括：福尔莱昂、拉罗什昂布勒尼勒、托特、蒙贝尔托。
库尔塞勒弗雷穆瓦的时区为UTC+01:00、UTC+02:00（夏令时）。

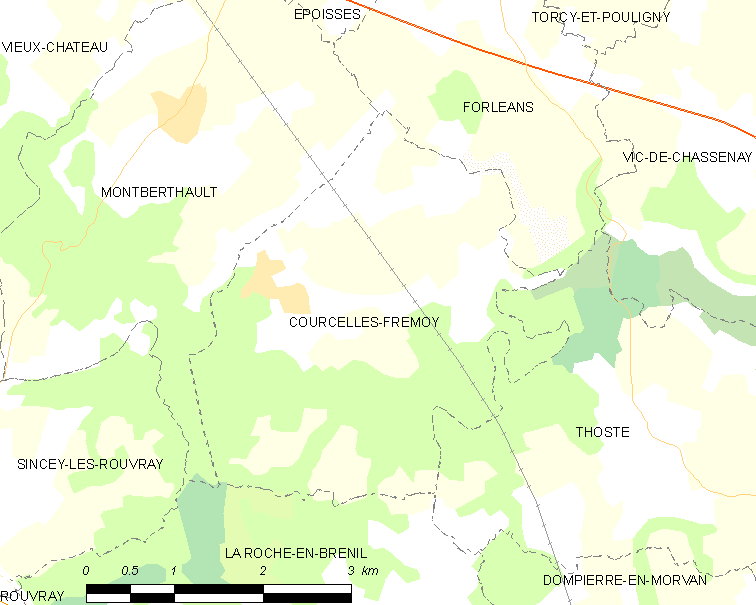
库尔塞勒弗雷穆瓦的OSM定位图

## 行政
库尔塞勒弗雷穆瓦的邮政编码为21460，INSEE市镇编码为21203。

## 政治
库尔塞勒弗雷穆瓦所属的省级选区为欧苏瓦地区瑟米尔县。

## 交通
法国高速铁路东南线经过境内，但未设任何站点。

## 人口

1962-2008年间库尔塞勒弗雷穆瓦人口变化图示

库尔塞勒弗雷穆瓦于2022年1月1日时的人口数量为148人。